# Río Colún
Río Colún är ett vattendrag i Chile.   Det ligger i regionen Región de Los Lagos, i den södra delen av landet, 800 km söder om huvudstaden Santiago de Chile.
I omgivningarna runt Río Colún växer i huvudsak blandskog. Runt Río Colún är det ganska glesbefolkat, med 35 invånare per kvadratkilometer.